# 施尼德山
46°22′23.14″N 7°23′34.12″E / 46.3730944°N 7.3928111°E

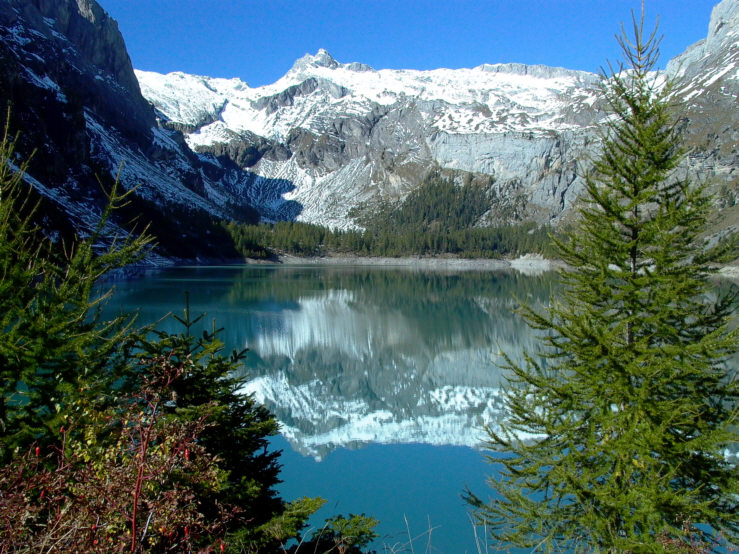

施尼德山（Schnidehorn），是瑞士的山峰，位於該國西部，處於伯恩州和瓦萊州接壤的邊界，屬於伯爾尼山的一部分，距離維爾德峰1.8公里，海拔高度2,937米，每年平均降雨量1,395毫米。